# Цифровые телефонные сети Юг
ЗАО «Цифровые телефонные сети Юг» (ЦТС) — российская компания. Была основана в 1996 году, работала в Ростове-на-Дону, Ростовской области, Краснодарском крае. Профиль деятельности: проводная телефония, высокоскоростной интернет, кабельное телевидение. В 2009 году объединилась с компанией Комстар-Регионы.

## История
1 марта 2007 года компанией был запущен тариф «Джет Форвард», который вызвал бурный резонанс и серию судебных разбирательств ввиду несоответствия заявленных в рекламе характеристик текущему положению дел. Инициативная группа «Движение CTS» создала прецедент: при отсутствии законодательства, чётко регламентирующего отношения интернет-провайдера и пользователей, удалось добиться признания несоответствия рекламных обещаний и качества поставляемой услуги нарушением.
В конце 2007 года компания приобретена ЗАО «Комстар-ОТС» за 4,1 млрд рублей.
29 марта 2009 года появилось уведомление о слиянии 7 компаний, входящих в «Комстар», включая ЗАО «ЦТС-Юг», в ЗАО «Комстар-Регионы».